# Estibeaux

Estibeaux este o comună în departamentul Landes din sud-vestul Franței. În 2009 avea o populație de 625 de locuitori.

## Evoluția populației
| An        | 1975 | 1982 | 1990 | 1999 | 2006 | 2009 |
| --------- | ---- | ---- | ---- | ---- | ---- | ---- |
| Populație | 456  | 479  | 503  | 502  | 550  | 625  |